# Сборная Венгрии по футболу
Сбо́рная Ве́нгрии по футбо́лу (венг. Magyar labdarúgó-válogatott) — команда, представляющая Венгрию на международных соревнованиях по футболу. Управляющая организация — Венгерская футбольная федерация.
По состоянию на 4 апреля 2024 года сборная занимает 26-е место в рейтинге ФИФА, а в рейтинге УЕФА — 23-е место.

## История

### Ранние годы
Венгерский футбольный союз был основан в 1902 году, а через год была впервые собрана сборная Венгрии, сыгравшая первый матч против команды Австрии, в котором венгры были разгромлены 5:0. Официально венгры дебютировали на международных соревнованиях в 1912 году, приняв участие в футбольном турнире Летней Олимпиады в Стокгольме.

### Первые награды
Первую награду Венгрия завоевала в 1938 году — серебро чемпионата мира. В финале венгры в упорной борьбе уступили итальянцам 4:2. В 1952 году венгры стали олимпийскими чемпионами, победив в финале сборную Югославии со счётом 2:0. В 1954 году они вышли в финал чемпионата мира и уступили немцам 2:3, хотя вели по ходу встречи со счётом 2:0. На турнире, в групповом этапе, венгры разгромили немцев 8:3, но в том матче звезда венгерской сборной — Ференц Пушкаш — получил серьёзную травму и выбыл из строя до самого финала.

### Беспроигрышная серия
Одно из выдающихся достижений сборной Венгрии — беспроигрышная серия из 32 матчей, длившаяся с 4 июня 1950 года по 4 июля 1954 года. В числе поверженных команд были такие гранды тех времён, как Бразилия, Германия, Уругвай и Англия, причём Англия впервые в истории проиграла на «Уэмбли» (3:6). Серия прервалась после финала чемпионата мира 1954 года. Ниже приводится таблица с подробными данными о серии.
| Противник        | Матч                     | Дата             | Результат      |
| ---------------- | ------------------------ | ---------------- | -------------- |
| Польша           | Товарищеский матч        | 4 июня 1950      | 5-2            |
| Албания          | Товарищеский матч        | 24 сентября 1950 | 12-0           |
| Австрия          | Товарищеский матч        | 29 октября 1950  | 4-3            |
| Болгария         | Товарищеский матч        | 12 ноября 1950   | 1-1            |
| Польша           | Товарищеский матч        | 27 мая 1951      | 6-0            |
| Чехословакия     | Товарищеский матч        | 14 октября 1951  | 2-1            |
| Финляндия        | Товарищеский матч        | 18 ноября 1951   | 8-0            |
| ГДР              | Товарищеский матч        | 18 мая 1952      | 5-0            |
| Польша           | Товарищеский матч        | 15 июня 1952     | 5-1            |
| Финляндия        | Товарищеский матч        | 22 июня 1952     | 6-1            |
| Румыния          | ОИ-1952                  | 15 июля 1952     | 2-1            |
| Италия           | ОИ-1952                  | 21 июля 1952     | 3-0            |
| Турция           | ОИ-1952                  | 24 июля 1952     | 7-1            |
| Швеция           | ОИ-1952                  | 28 июля 1952     | 6-0            |
| Югославия        | ОИ-1952                  | 2 августа 1952   | 2-0            |
| Швейцария        | Кубок Центральной Европы | 20 сентября 1952 | 4-2            |
| Чехословакия     | Товарищеский матч        | 19 октября 1952  | 5-0            |
| Австрия          | Товарищеский матч        | 26 апреля 1953   | 1-1            |
| Италия           | Кубок Центральной Европы | 17 мая 1953      | 3-0            |
| Швеция           | Товарищеский матч        | 5 июля 1953      | 4-2            |
| Чехословакия     | Товарищеский матч        | 4 октября 1953   | 5-1            |
| Австрия          | Товарищеский матч        | 11 октября 1953  | 3-2            |
| Швеция           | Товарищеский матч        | 15 ноября 1953   | 2-2            |
| Англия           | Товарищеский матч        | 25 ноября 1953   | 6-3            |
| Египет           | Товарищеский матч        | 12 февраля 1954  | 3-0            |
| Австрия          | Товарищеский матч        | 11 апреля 1954   | 1-0            |
| Англия           | Товарищеский матч        | 23 мая 1954      | 7-1            |
| Республика Корея | ЧМ-1954                  | 17 июня 1954     | 9-0            |
| Германия         | ЧМ-1954                  | 20 июня 1954     | 8-3            |
| Бразилия         | ЧМ-1954                  | 27 июня 1954     | 4-2            |
| Уругвай          | ЧМ-1954                  | 30 июня 1954     | 4-2 (овертайм) |

На самом деле в череде этих матчей было поражение: 27 мая 1952 года в Москве венгры проиграли со счётом 1:2 сборной СССР. Однако советские футболисты выступали в том матче под флагом «сборной Москвы», поэтому в официальный реестр матчей обеих сборных эта игра не вошла.

### Золотая команда
Команду Венгрии называли «золотой» ввиду её блестящих достижений и фантастических игр. Густав Шебеш, тренер сборной, сумел наладить командную игру. Базовым клубом для команды был «Гонвед».
Наиболее часто «Золотая команда» играла в таком составе: вратарь — Дьюла Грошич, правый защитник — Енё Бузански, центральный защитник — Дьюла Лорант, левый защитник — Михай Лантош, правый полузащитник — Йожеф Божик, левый полузащитник — Йожеф Закариаш, правый крайний нападающий — Ласло Будаи, правый инсайд — Шандор Кочиш, центральный нападающий — Нандор Хидегкути, левый инсайд — Ференц Пушкаш, левый крайний нападающий — Золтан Цибор. Формально расстановка трактуется как 3-2-5 (что сейчас считается крайне атакующей моделью), но подбор исполнителей позволял трансформировать схему в зависимости от хода матча и соперника.
Однако после Венгерской революции «Золотая команда» распалась, многие игроки были вынуждены покинуть страну. Ввиду этих событий венгры отказались играть на Олимпиаде 1956 года и были дисквалифицированы.

### Закат команды
В 1960-е и 1970-е годы венгры продолжали оставаться грандами европейского футбола. С 1960 по 1972 год они были постоянными призёрами Олимпиады — в 1964 и 1968 годах им даже удалось выиграть турнир. Однако повторить успех на чемпионатах мира им было не суждено. Последним турниром, на котором сборная Венгрии как-то отметилась, стал чемпионат мира 1982 года: в матче против Сальвадора венгры одержали сокрушительную победу с разгромным счётом 10:1, что стало рекордом чемпионатов мира по крупнейшим победам и матчам с наибольшим количеством голов; впрочем, даже первый групповой турнир венгры не преодолели, проиграв Аргентине 1:4 и сыграв вничью с Бельгией 1:1. Через четыре года венгры сыграли на чемпионате мира в Мексике, где проиграли СССР 0:6 и Франции 0:3, а выиграть смогли лишь у слабой сборной Канады (2:0). С этого момента команда из Восточной Европы больше не попадала в финальные турниры мировых первенств. Тем не менее, сборная Венгрии смогла сыграть в 1996 году на Олимпийских играх в Атланте, но провалилась там, проиграв все три матча и заняв последнее место в группе. Довольно успешной попыткой вернуться на чемпионаты мира стал отбор к чемпионату мира 1998: венгры вышли в стыковые матчи. Однако там они без шансов проиграли тогда ещё мощной Югославии 1:7 дома и 0:5 в гостях.

### Наши дни
В начале 10-х годов нынешнего века сборная Венгрии считалась относительно слабым середняком европейского футбола. К примеру, в отборочных турнирах Евро-2012 и ЧМ-2014, несмотря на относительно неплохое выступление, команда занимала лишь третье место в группе. В отборочном турнире Евро-2016 венгры снова заняли третье место в группе, пропустив вперёд сборные Румынии и Северной Ирландии, но благодаря новому формату отбора, третье место обеспечило венграм участие в стыковых матчах. Венгрии по результатам жеребьёвки предстояло сыграть с Норвегией. Стыковые матчи закончились победой венгров под руководством немецкого тренера Бернда Шторка с общим счётом 3:1 (1:0 на выезде и 2:1 дома), в обоих матчах героем становился 39-летний вратарь сборной Венгрии Габор Кирай. Сборная Венгрии впервые с 1976 года после 10 неудачных попыток квалифицировалась в финальную часть чемпионата Европы. Для команды из Восточной Европы это первое международное соревнование с 1986 года.
Возвращение спустя 40 лет на Чемпионат Европы 2016 года во Франции стало весьма успешным для сборной Венгрии, на групповом этапе они сотворили настоящую сенсацию, победив в первом же матче сборную Австрии (2:0), затем сыграв вничью со сборными Исландии (1:1) и Португалии (3:3). В итоге сборная Венгрия выиграла группу, после чего 26 июня проиграла в матче 1/8 финала сборной Бельгии (0:4), тем не менее оставив хорошее впечатление у болельщиков и специалистов.
В дальнейшем венгерская сборная не пробилась на чемпионат мира-2018 в Россию. По окончании отборочного цикла главный тренер сборной Бернд Шторк отправлен в отставку. Вместо него на пост рулевого национальной команды назначен бельгийский специалист Жорж Лекенс. Однако после серии поражений в товарищеских матчах Лекенс был уволен. 19 июня 2018 года на его место назначен итальянец Марко Росси.
В Лиге наций УЕФА 2018/19 Венгрия попала в лигу C и сыграла с Финляндией, Грецией и Эстонией. Венгрия выступила почти успешно, но проигрыши Финляндии и Греции подорвали их надежду на то, чтобы финишировать в верхней части группы, и в итоге команда заняла вторую строчку. Однако после этого УЕФА пересмотрел формат, в результате чего Венгрия была официально переведена в лигу B на Лигу наций УЕФА 2020/21.
В отборочном турнире Евро-2020 Венгрия успешно выступила дома с Хорватией и Уэльсом, одержав как необходимые победы, так и последовательные победы над Азербайджаном. Однако из-за двух поражений от Словакии и поражений на выезде от Хорватии и Уэльса (последнее поражение произошло, когда Венгрия имела возможность напрямую пройти квалификацию) Венгрия заняла четвёртое место. Тем не менее, Венгрия смогла получить место в стыковых матчах, потому что заняла второе место в своей группе в Лиге Наций, после Финляндии. В октябре 2020 года Венгрия участвовала в плей-офф за выход на Евро-2020, где они встретились с Болгарией в своей первой игре серии плей-офф. Несмотря на длительную поездку в Софию, Венгрия уверенно победила со счётом 3:1 и вышла в финал плей-офф, чтобы встретиться с Исландией. В ноябре 2020 года Венгрия играла против Исландии в финале плей-офф в Будапеште и прошла квалификацию на турнир благодаря ударам на последних минутах от Лоика Него и Доминика Собослая, которые вывели Венгрию на турнир, несмотря на ранее допущенную ошибку вратаря Петера Гулачи.
В финальном турнире чемпионата Европы 2020, который из-за COVID-19 был перенесён на июнь-июль 2021 года, сборная Венгрии играла в группе смерти с Германией, Францией и Португалией. В первом матче на домашнем стадионе Ференц Пушкаш против действующих чемпионов Европы португальцев венгры до 84-й минуты удерживали счёт 0:0, однако в конце встречи хозяева поля пропустили 3 безответных мяча и проиграли. В следующем матче сборная Венгрии дома неожиданно сыграла вничью с действующими чемпионами мира французами 1:1, а в заключительном туре в гостях отобрала очки у немцев 2:2. По итогам группового этапа Венгрия заняла последнее место в группе с 2 очками.

## Статистика выступлений в международных турнирах

### Чемпионаты мира
| Финальные турниры | Финальные турниры      | Финальные турниры      | Финальные турниры      | Финальные турниры      | Финальные турниры      | Финальные турниры      | Финальные турниры      | Финальные турниры      | Финальные турниры      |                                                     | Отборочные турниры                                  | Отборочные турниры                                  | Отборочные турниры                                  | Отборочные турниры                                  | Отборочные турниры                                  | Отборочные турниры                                  | Отборочные турниры |
| Год               | Результат              | Место                  | И                      | В                      | Н                      | П                      | ГЗ                     | ГП                     | Составы                | Место                                               | И                                                   | В                                                   | Н                                                   | П                                                   | ГЗ                                                  | ГП                                                  |                    |
| ----------------- | ---------------------- | ---------------------- | ---------------------- | ---------------------- | ---------------------- | ---------------------- | ---------------------- | ---------------------- | ---------------------- | --------------------------------------------------- | --------------------------------------------------- | --------------------------------------------------- | --------------------------------------------------- | --------------------------------------------------- | --------------------------------------------------- | --------------------------------------------------- | ------------------ |
| 1930              | Не принимала участие   | Не принимала участие   | Не принимала участие   | Не принимала участие   | Не принимала участие   | Не принимала участие   | Не принимала участие   | Не принимала участие   | Не принимала участие   | Не принимала участие                                | Не принимала участие                                | Не принимала участие                                | Не принимала участие                                | Не принимала участие                                | Не принимала участие                                | Не принимала участие                                |                    |
| 1934              | Четвертьфинал          | 6/16                   | 2                      | 1                      | 0                      | 1                      | 5                      | 4                      | Состав                 | 1/3                                                 | 2                                                   | 2                                                   | 0                                                   | 0                                                   | 8                                                   | 2                                                   |                    |
| 1938              | Финалист               | 2/16                   | 4                      | 3                      | 0                      | 1                      | 15                     | 5                      | Состав                 | 1/2                                                 | 1                                                   | 1                                                   | 0                                                   | 0                                                   | 11                                                  | 1                                                   |                    |
| 1950              | Не принимала участие   | Не принимала участие   | Не принимала участие   | Не принимала участие   | Не принимала участие   | Не принимала участие   | Не принимала участие   | Не принимала участие   | Не принимала участие   | Не принимала участие                                | Не принимала участие                                | Не принимала участие                                | Не принимала участие                                | Не принимала участие                                | Не принимала участие                                | Не принимала участие                                |                    |
| 1954              | Финалист               | 2/16                   | 5                      | 4                      | 0                      | 1                      | 27                     | 10                     | Состав                 | Квалифицировалась автоматически после отказа Польши | Квалифицировалась автоматически после отказа Польши | Квалифицировалась автоматически после отказа Польши | Квалифицировалась автоматически после отказа Польши | Квалифицировалась автоматически после отказа Польши | Квалифицировалась автоматически после отказа Польши | Квалифицировалась автоматически после отказа Польши |                    |
| 1958              | Групповой этап         | 10/16                  | 4                      | 1                      | 1                      | 2                      | 7                      | 5                      | Состав                 | 1/3                                                 | 4                                                   | 3                                                   | 0                                                   | 1                                                   | 12                                                  | 4                                                   |                    |
| 1962              | Четвертьфинал          | 5/16                   | 4                      | 2                      | 1                      | 1                      | 8                      | 3                      | Состав                 | 1/3                                                 | 4                                                   | 3                                                   | 1                                                   | 0                                                   | 11                                                  | 5                                                   |                    |
| 1966              | Четвертьфинал          | 6/16                   | 4                      | 2                      | 0                      | 2                      | 8                      | 7                      | Состав                 | 1/3                                                 | 4                                                   | 3                                                   | 1                                                   | 0                                                   | 8                                                   | 3                                                   |                    |
| 1970              | Не прошла квалификацию | Не прошла квалификацию | Не прошла квалификацию | Не прошла квалификацию | Не прошла квалификацию | Не прошла квалификацию | Не прошла квалификацию | Не прошла квалификацию | Не прошла квалификацию | 2/4*                                                | 7                                                   | 4                                                   | 1                                                   | 2                                                   | 17                                                  | 11                                                  |                    |
| 1974              | Не прошла квалификацию | Не прошла квалификацию | Не прошла квалификацию | Не прошла квалификацию | Не прошла квалификацию | Не прошла квалификацию | Не прошла квалификацию | Не прошла квалификацию | Не прошла квалификацию | 3/4                                                 | 6                                                   | 2                                                   | 4                                                   | 0                                                   | 12                                                  | 7                                                   |                    |
| 1978              | Групповой этап         | 15/16                  | 3                      | 0                      | 0                      | 3                      | 3                      | 8                      | Состав                 | 1/3**                                               | 6                                                   | 4                                                   | 1                                                   | 1                                                   | 15                                                  | 6                                                   |                    |
| 1982              | Групповой этап         | 14/24                  | 3                      | 1                      | 1                      | 1                      | 12                     | 6                      | Состав                 | 1/5                                                 | 8                                                   | 4                                                   | 2                                                   | 2                                                   | 13                                                  | 8                                                   |                    |
| 1986              | Групповой этап         | 18/24                  | 3                      | 1                      | 0                      | 2                      | 2                      | 9                      | Состав                 | 1/5                                                 | 6                                                   | 5                                                   | 0                                                   | 1                                                   | 12                                                  | 4                                                   |                    |
| 1990              | Не прошла квалификацию | Не прошла квалификацию | Не прошла квалификацию | Не прошла квалификацию | Не прошла квалификацию | Не прошла квалификацию | Не прошла квалификацию | Не прошла квалификацию | Не прошла квалификацию | 3/5                                                 | 8                                                   | 2                                                   | 4                                                   | 2                                                   | 8                                                   | 12                                                  |                    |
| 1994              | Не прошла квалификацию | Не прошла квалификацию | Не прошла квалификацию | Не прошла квалификацию | Не прошла квалификацию | Не прошла квалификацию | Не прошла квалификацию | Не прошла квалификацию | Не прошла квалификацию | 4/5                                                 | 8                                                   | 2                                                   | 1                                                   | 5                                                   | 6                                                   | 11                                                  |                    |
| 1998              | Не прошла квалификацию | Не прошла квалификацию | Не прошла квалификацию | Не прошла квалификацию | Не прошла квалификацию | Не прошла квалификацию | Не прошла квалификацию | Не прошла квалификацию | Не прошла квалификацию | 2/5***                                              | 10                                                  | 3                                                   | 3                                                   | 4                                                   | 11                                                  | 20                                                  |                    |
| 2002              | Не прошла квалификацию | Не прошла квалификацию | Не прошла квалификацию | Не прошла квалификацию | Не прошла квалификацию | Не прошла квалификацию | Не прошла квалификацию | Не прошла квалификацию | Не прошла квалификацию | 4/5                                                 | 8                                                   | 2                                                   | 2                                                   | 4                                                   | 14                                                  | 13                                                  |                    |
| 2006              | Не прошла квалификацию | Не прошла квалификацию | Не прошла квалификацию | Не прошла квалификацию | Не прошла квалификацию | Не прошла квалификацию | Не прошла квалификацию | Не прошла квалификацию | Не прошла квалификацию | 3/6                                                 | 10                                                  | 4                                                   | 2                                                   | 4                                                   | 13                                                  | 14                                                  |                    |
| 2010              | Не прошла квалификацию | Не прошла квалификацию | Не прошла квалификацию | Не прошла квалификацию | Не прошла квалификацию | Не прошла квалификацию | Не прошла квалификацию | Не прошла квалификацию | Не прошла квалификацию | 4/6                                                 | 10                                                  | 5                                                   | 1                                                   | 4                                                   | 10                                                  | 8                                                   |                    |
| 2014              | Не прошла квалификацию | Не прошла квалификацию | Не прошла квалификацию | Не прошла квалификацию | Не прошла квалификацию | Не прошла квалификацию | Не прошла квалификацию | Не прошла квалификацию | Не прошла квалификацию | 3/6                                                 | 10                                                  | 5                                                   | 2                                                   | 3                                                   | 21                                                  | 20                                                  |                    |
| 2018              | Не прошла квалификацию | Не прошла квалификацию | Не прошла квалификацию | Не прошла квалификацию | Не прошла квалификацию | Не прошла квалификацию | Не прошла квалификацию | Не прошла квалификацию | Не прошла квалификацию | 3/6                                                 | 10                                                  | 4                                                   | 1                                                   | 5                                                   | 14                                                  | 14                                                  |                    |
| 2022              | Не прошла квалификацию | Не прошла квалификацию | Не прошла квалификацию | Не прошла квалификацию | Не прошла квалификацию | Не прошла квалификацию | Не прошла квалификацию | Не прошла квалификацию | Не прошла квалификацию | 4/6                                                 | 10                                                  | 5                                                   | 2                                                   | 3                                                   | 19                                                  | 13                                                  |                    |
| 2026              | Не прошла квалификацию | Не прошла квалификацию | Не прошла квалификацию | Не прошла квалификацию | Не прошла квалификацию | Не прошла квалификацию | Не прошла квалификацию | Не прошла квалификацию | Не прошла квалификацию | —                                                   |                                                     |                                                     |                                                     |                                                     |                                                     |                                                     |                    |
| Всего             | Лучший: финалист       | Участие: 9/22          | 32                     | 15                     | 3                      | 14                     | 87                     | 57                     | —                      | Всего                                               | 132                                                 | 63                                                  | 28                                                  | 41                                                  | 235                                                 | 176                                                 |                    |

- * — проиграла дополнительный матч сборной Чехословакии (1:4).
- ** — выиграла в стыковых матчах у сборной Боливии с общим счётом 9:2 (6:0, 3:2).
- *** — проиграла в стыковых матчах сборной СР Югославии с общим счётом 1:12 (1:7, 0:5).

### Чемпионаты Европы
| Финальные турниры | Финальные турниры      | Финальные турниры      | Финальные турниры      | Финальные турниры      | Финальные турниры      | Финальные турниры      | Финальные турниры      | Финальные турниры      | Финальные турниры      |               | Отборочные турниры | Отборочные турниры | Отборочные турниры | Отборочные турниры | Отборочные турниры | Отборочные турниры | Отборочные турниры |
| Год               | Результат              | Место                  | И                      | В                      | Н                      | П                      | ГЗ                     | ГП                     | Составы                | Место         | И                  | В                  | Н                  | П                  | ГЗ                 | ГП                 |                    |
| ----------------- | ---------------------- | ---------------------- | ---------------------- | ---------------------- | ---------------------- | ---------------------- | ---------------------- | ---------------------- | ---------------------- | ------------- | ------------------ | ------------------ | ------------------ | ------------------ | ------------------ | ------------------ | ------------------ |
| 1960              | Не прошла квалификацию | Не прошла квалификацию | Не прошла квалификацию | Не прошла квалификацию | Не прошла квалификацию | Не прошла квалификацию | Не прошла квалификацию | Не прошла квалификацию | Не прошла квалификацию | 1/8 финала    | 2                  | 0                  | 0                  | 2                  | 1                  | 4                  |                    |
| 1964              | Бронза                 | 3/4                    | 2                      | 1                      | 0                      | 1                      | 4                      | 3                      | Состав                 | Полуфинал     | 6                  | 4                  | 2                  | 0                  | 14                 | 8                  |                    |
| 1968              | Не прошла квалификацию | Не прошла квалификацию | Не прошла квалификацию | Не прошла квалификацию | Не прошла квалификацию | Не прошла квалификацию | Не прошла квалификацию | Не прошла квалификацию | Не прошла квалификацию | Четвертьфинал | 8                  | 5                  | 1                  | 2                  | 17                 | 8                  |                    |
| 1972              | 4 место                | 4/4                    | 2                      | 0                      | 0                      | 2                      | 1                      | 3                      | Состав                 | Полуфинал     | 9                  | 5                  | 3                  | 1                  | 17                 | 9                  |                    |
| 1976              | Не прошла квалификацию | Не прошла квалификацию | Не прошла квалификацию | Не прошла квалификацию | Не прошла квалификацию | Не прошла квалификацию | Не прошла квалификацию | Не прошла квалификацию | Не прошла квалификацию | 2/4           | 6                  | 3                  | 1                  | 2                  | 15                 | 8                  |                    |
| 1980              | Не прошла квалификацию | Не прошла квалификацию | Не прошла квалификацию | Не прошла квалификацию | Не прошла квалификацию | Не прошла квалификацию | Не прошла квалификацию | Не прошла квалификацию | Не прошла квалификацию | 2/4           | 6                  | 2                  | 2                  | 2                  | 9                  | 9                  |                    |
| 1984              | Не прошла квалификацию | Не прошла квалификацию | Не прошла квалификацию | Не прошла квалификацию | Не прошла квалификацию | Не прошла квалификацию | Не прошла квалификацию | Не прошла квалификацию | Не прошла квалификацию | 4/5           | 6                  | 4                  | 1                  | 1                  | 12                 | 8                  |                    |
| 1988              | Не прошла квалификацию | Не прошла квалификацию | Не прошла квалификацию | Не прошла квалификацию | Не прошла квалификацию | Не прошла квалификацию | Не прошла квалификацию | Не прошла квалификацию | Не прошла квалификацию | 3/5           | 8                  | 4                  | 0                  | 4                  | 13                 | 11                 |                    |
| 1992              | Не прошла квалификацию | Не прошла квалификацию | Не прошла квалификацию | Не прошла квалификацию | Не прошла квалификацию | Не прошла квалификацию | Не прошла квалификацию | Не прошла квалификацию | Не прошла квалификацию | 4/5           | 8                  | 2                  | 4                  | 2                  | 10                 | 9                  |                    |
| 1996              | Не прошла квалификацию | Не прошла квалификацию | Не прошла квалификацию | Не прошла квалификацию | Не прошла квалификацию | Не прошла квалификацию | Не прошла квалификацию | Не прошла квалификацию | Не прошла квалификацию | 4/5           | 8                  | 2                  | 2                  | 4                  | 7                  | 13                 |                    |
| 2000              | Не прошла квалификацию | Не прошла квалификацию | Не прошла квалификацию | Не прошла квалификацию | Не прошла квалификацию | Не прошла квалификацию | Не прошла квалификацию | Не прошла квалификацию | Не прошла квалификацию | 4/6           | 10                 | 3                  | 3                  | 4                  | 14                 | 10                 |                    |
| 2004              | Не прошла квалификацию | Не прошла квалификацию | Не прошла квалификацию | Не прошла квалификацию | Не прошла квалификацию | Не прошла квалификацию | Не прошла квалификацию | Не прошла квалификацию | Не прошла квалификацию | 4/5           | 8                  | 3                  | 2                  | 3                  | 15                 | 9                  |                    |
| 2008              | Не прошла квалификацию | Не прошла квалификацию | Не прошла квалификацию | Не прошла квалификацию | Не прошла квалификацию | Не прошла квалификацию | Не прошла квалификацию | Не прошла квалификацию | Не прошла квалификацию | 5/7           | 12                 | 4                  | 0                  | 8                  | 11                 | 22                 |                    |
| 2012              | Не прошла квалификацию | Не прошла квалификацию | Не прошла квалификацию | Не прошла квалификацию | Не прошла квалификацию | Не прошла квалификацию | Не прошла квалификацию | Не прошла квалификацию | Не прошла квалификацию | 3/6           | 10                 | 6                  | 1                  | 3                  | 22                 | 14                 |                    |
| 2016              | 1/8 финала             | 13/24                  | 4                      | 1                      | 2                      | 1                      | 6                      | 8                      | Состав                 | 3/6*          | 12                 | 6                  | 4                  | 2                  | 14                 | 10                 |                    |
| 2020              | Групповой этап         | 19/24                  | 3                      | 0                      | 2                      | 1                      | 3                      | 6                      | Состав                 | 4/5**         | 10                 | 6                  | 0                  | 4                  | 13                 | 13                 |                    |
| 2024              | Групповой этап         | 18/24                  | 3                      | 1                      | 0                      | 2                      | 2                      | 5                      | Состав                 | 1/5           | 8                  | 5                  | 3                  | 0                  | 16                 | 7                  |                    |
| Всего             | Лучший: Бронза         | Участие: 5/17          | 14                     | 3                      | 4                      | 7                      | 16                     | 25                     | —                      | Всего         | 129                | 57                 | 29                 | 43                 | 213                | 168                |                    |

- * — выиграла стыковые матчи у сборной Норвегии с общим счётом 3:1 (1:0, 2:1).
- ** — выиграла стыковые матчи (матчи плей-офф квалификации) у сборных Болгарии (3:1) и Исландии (2:1).

### Лига наций УЕФА
| Лига наций УЕФА | Лига наций УЕФА | Лига наций УЕФА | Лига наций УЕФА | Лига наций УЕФА | Лига наций УЕФА | Лига наций УЕФА | Лига наций УЕФА | Лига наций УЕФА | Лига наций УЕФА | Лига наций УЕФА | Лига наций УЕФА |
| Сезон           | Лига            | Группа          | Место           | И               | В               | Н               | П               | ГЗ              | ГП              | П/П             | ОР              |
| --------------- | --------------- | --------------- | --------------- | --------------- | --------------- | --------------- | --------------- | --------------- | --------------- | --------------- | --------------- |
| 2018/19         | C               | 2               | 2               | 6               | 3               | 1               | 2               | 9               | 6               | Rise            | 31              |
| 2020/21         | B               | 3               | 1               | 6               | 3               | 2               | 1               | 7               | 4               | Rise            | 20              |
| 2022/23         | A               | 3               | 2               | 6               | 3               | 1               | 2               | 8               | 5               | Same position   | 8               |
| 2024/25         | A               | 3               | 3*              | 6               | 1               | 3               | 2               | 4               | 11              | Fall            | 11              |
| Итого           | Итого           | Итого           | Итого           | 24              | 10              | 7               | 7               | 28              | 26              | 8               | 8               |

- * — проиграла стыковые матчи за место в Лиге А сборной Турции с общим счётом 1:6 (1:3, 0:3) и вылетела в Лигу B.

### Олимпийские игры

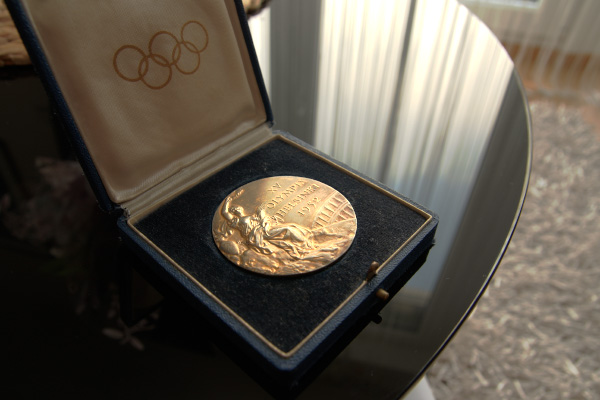
Золотая медаль летних Олимпийских игр 1952 года, проходивших в Хельсинки

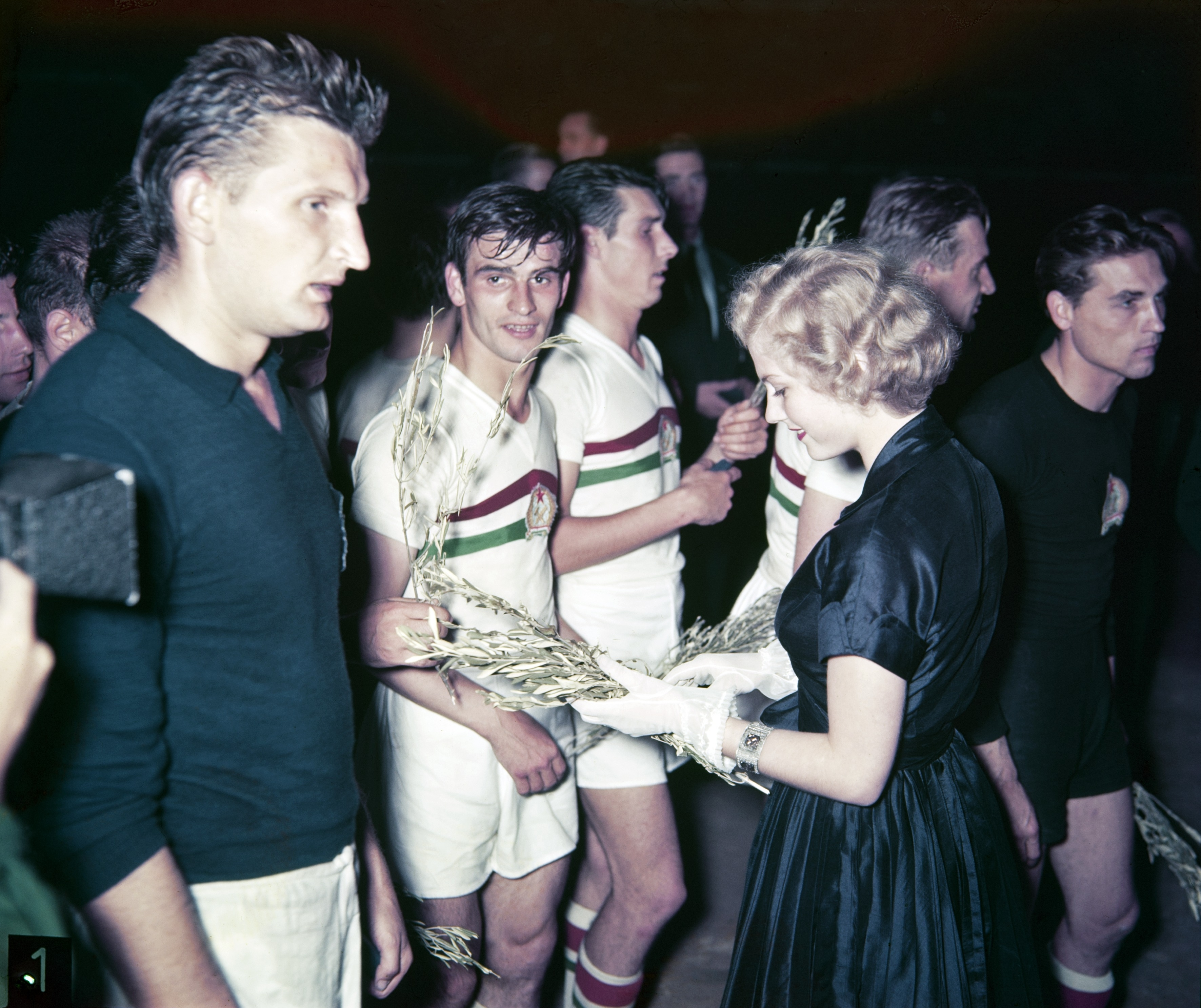
Мисс Вселенная 1952 Арми Куусела вручает оливковые ветви олимпийским чемпионам — футболистам Венгрии. 2 августа 1952

Первые три олимпийских футбольных события были только неофициальными турнирами, в которых несколько стран были представлены клубными командами. Начиная с 1908 года олимпийский футбольный турнир стал официальным событием. После 1988 года футбольное событие было изменено на турнир только для игроков до 23 лет.
     Золото        Серебро        Бронза  
| Олимпийские игры | Олимпийские игры | Олимпийские игры                            | Олимпийские игры                            | Олимпийские игры                            | Олимпийские игры                            | Олимпийские игры                            | Олимпийские игры                            | Олимпийские игры                            | Олимпийские игры                            | Олимпийские игры                            |
| Год              | Хозяин           | Результат                                   | Место                                       | И                                           | В                                           | Н                                           | П                                           | ГЗ                                          | ГП                                          | Составы                                     |
| ---------------- | ---------------- | ------------------------------------------- | ------------------------------------------- | ------------------------------------------- | ------------------------------------------- | ------------------------------------------- | ------------------------------------------- | ------------------------------------------- | ------------------------------------------- | ------------------------------------------- |
| 1896             | Афины            | Футбольный турнир не проводился             | Футбольный турнир не проводился             | Футбольный турнир не проводился             | Футбольный турнир не проводился             | Футбольный турнир не проводился             | Футбольный турнир не проводился             | Футбольный турнир не проводился             | Футбольный турнир не проводился             | Футбольный турнир не проводился             |
| 1900             | Париж            | Сборная не приглашена                       | Сборная не приглашена                       | Сборная не приглашена                       | Сборная не приглашена                       | Сборная не приглашена                       | Сборная не приглашена                       | Сборная не приглашена                       | Сборная не приглашена                       | Сборная не приглашена                       |
| 1904             | Сент-Луис        | Сборная не приглашена                       | Сборная не приглашена                       | Сборная не приглашена                       | Сборная не приглашена                       | Сборная не приглашена                       | Сборная не приглашена                       | Сборная не приглашена                       | Сборная не приглашена                       | Сборная не приглашена                       |
| 1908             | Лондон           | Сборная снялась с участия                   | Сборная снялась с участия                   | Сборная снялась с участия                   | Сборная снялась с участия                   | Сборная снялась с участия                   | Сборная снялась с участия                   | Сборная снялась с участия                   | Сборная снялась с участия                   | Сборная снялась с участия                   |
| 1912             | Стокгольм        | 1/4 финала                                  | 10 / 12                                     | 1                                           | 0                                           | 0                                           | 1                                           | 0                                           | 7                                           | Состав                                      |
| 1920             | Антверпен        | Не принимала участия                        | Не принимала участия                        | Не принимала участия                        | Не принимала участия                        | Не принимала участия                        | Не принимала участия                        | Не принимала участия                        | Не принимала участия                        | Не принимала участия                        |
| 1924             | Париж            | 2-й раунд                                   | 9 / 22                                      | 2                                           | 1                                           | 0                                           | 1                                           | 5                                           | 3                                           | Состав                                      |
| 1928             | Амстердам        | Не принимала участия                        | Не принимала участия                        | Не принимала участия                        | Не принимала участия                        | Не принимала участия                        | Не принимала участия                        | Не принимала участия                        | Не принимала участия                        | Не принимала участия                        |
| 1932             | Лос-Анджелес     | Футбольный турнир не проводился             | Футбольный турнир не проводился             | Футбольный турнир не проводился             | Футбольный турнир не проводился             | Футбольный турнир не проводился             | Футбольный турнир не проводился             | Футбольный турнир не проводился             | Футбольный турнир не проводился             | Футбольный турнир не проводился             |
| 1936             | Берлин           | 1/8 финала                                  | 13 / 16                                     | 1                                           | 0                                           | 0                                           | 1                                           | 0                                           | 3                                           | Состав                                      |
| 1948             | Лондон           | Не принимала участия                        | Не принимала участия                        | Не принимала участия                        | Не принимала участия                        | Не принимала участия                        | Не принимала участия                        | Не принимала участия                        | Не принимала участия                        | Не принимала участия                        |
| 1952             | Хельсинки        | Золото                                      | 1 / 25                                      | 6                                           | 6                                           | 0                                           | 0                                           | 20                                          | 2                                           | Состав                                      |
| 1956             | Мельбурн         | Не принимала участия                        | Не принимала участия                        | Не принимала участия                        | Не принимала участия                        | Не принимала участия                        | Не принимала участия                        | Не принимала участия                        | Не принимала участия                        | Не принимала участия                        |
| 1960             | Рим              | Бронза                                      | 3 / 16                                      | 5                                           | 4                                           | 0                                           | 1                                           | 17                                          | 9                                           | Состав                                      |
| 1964             | Токио            | Золото                                      | 1 / 14                                      | 5                                           | 5                                           | 0                                           | 0                                           | 22                                          | 6                                           | Состав                                      |
| 1968             | Мехико           | Золото                                      | 1 / 16                                      | 5                                           | 5                                           | 1                                           | 0                                           | 18                                          | 3                                           | Состав                                      |
| 1972             | Мюнхен           | Серебро                                     | 2 / 16                                      | 7                                           | 5                                           | 1                                           | 1                                           | 21                                          | 5                                           | Состав                                      |
| 1976             | Монреаль         | Не прошла квалификацию                      | Не прошла квалификацию                      | Не прошла квалификацию                      | Не прошла квалификацию                      | Не прошла квалификацию                      | Не прошла квалификацию                      | Не прошла квалификацию                      | Не прошла квалификацию                      | Не прошла квалификацию                      |
| 1980             | Москва           | Не прошла квалификацию                      | Не прошла квалификацию                      | Не прошла квалификацию                      | Не прошла квалификацию                      | Не прошла квалификацию                      | Не прошла квалификацию                      | Не прошла квалификацию                      | Не прошла квалификацию                      | Не прошла квалификацию                      |
| 1984             | Лос-Анджелес     | Бойкот                                      | Бойкот                                      | Бойкот                                      | Бойкот                                      | Бойкот                                      | Бойкот                                      | Бойкот                                      | Бойкот                                      | Бойкот                                      |
| 1988             | Сеул             | Не прошла квалификацию                      | Не прошла квалификацию                      | Не прошла квалификацию                      | Не прошла квалификацию                      | Не прошла квалификацию                      | Не прошла квалификацию                      | Не прошла квалификацию                      | Не прошла квалификацию                      | Не прошла квалификацию                      |
| Начиная с 1992   | Барселона        | См. Сборная Венгрии по футболу (до 21 года) | См. Сборная Венгрии по футболу (до 21 года) | См. Сборная Венгрии по футболу (до 21 года) | См. Сборная Венгрии по футболу (до 21 года) | См. Сборная Венгрии по футболу (до 21 года) | См. Сборная Венгрии по футболу (до 21 года) | См. Сборная Венгрии по футболу (до 21 года) | См. Сборная Венгрии по футболу (до 21 года) | См. Сборная Венгрии по футболу (до 21 года) |
| Итого            | Итого            | Лучший: 3 титула                            | Участие: 8/19                               | 32                                          | 26                                          | 2                                           | 5                                           | 103                                         | 38                                          | —                                           |

## Рекордсмены сборной Венгрии
| Позиция | Игрок         | Матчей | Голов | Период    |
| ------- | ------------- | ------ | ----- | --------- |
| 1       | Балаж Джуджак | 109    | 21    | 2007—2022 |
| 2       | Габор Кирай   | 108    | 0     | 1998—2016 |
| 3       | Йожеф Божик   | 101    | 11    | 1947—1962 |
| 4       | Золтан Гера   | 97     | 26    | 2002—2017 |
| 5       | Роланд Юхас   | 95     | 6     | 2004—2016 |
| 6       | Ласло Фазекаш | 92     | 24    | 1968—1983 |
| 7       | Дьюла Грошич  | 86     | 0     | 1947—1962 |
| 7       | Адам Салаи    | 86     | 26    | 2009—2022 |
| 9       | Ференц Пушкаш | 85     | 84    | 1945—1956 |
| 10      | Имре Гараба   | 82     | 3     | 1980—1991 |

| Позиция | Игрок            | Матчей | Голов | Период    |
| ------- | ---------------- | ------ | ----- | --------- |
| 1       | Ференц Пушкаш    | 85     | 84    | 1945—1956 |
| 2       | Шандор Кочиш     | 68     | 75    | 1948—1956 |
| 3       | Имре Шлоссер     | 68     | 59    | 1906—1927 |
| 4       | Лайош Тихи       | 72     | 51    | 1955—1971 |
| 5       | Дьёрдь Шароши    | 62     | 42    | 1931—1943 |
| 6       | Нандор Хидегкути | 69     | 39    | 1945—1958 |
| 7       | Ференц Бене      | 76     | 36    | 1962—1979 |
| 8       | Дьюла Женгеллер  | 39     | 32    | 1936—1947 |
| 8       | Тибор Ньилаши    | 70     | 32    | 1975—1985 |
| 10      | Флориан Альберт  | 75     | 31    | 1959—1974 |

* Жирным шрифтом выделены действующие футболисты сборной.

## Титулы
- Олимпийские чемпионы (3): 1952, 1964, 1968
- Вице-чемпионы мира (2): 1938, 1954
- Бронзовые призёры чемпионата Европы: 1964
- Чемпионы Центральной Европы: 1953

## Текущий состав
Следующие игроки были вызваны в состав сборной главным тренером Марко Росси для участия в матчах Лиги наций УЕФА сезона 2024/25 против сборных Нидерландов (16 ноября 2024) и Германии (19 ноября 2024). 11 ноября Сабольч Шён заменил выбывшего из-за травмы Милоша Керкеза. 15 ноября вратарь Патрик Демьен заменил Балажа Тота, который также выбыл из-за травмы.
Игры и голы приведены по состоянию на 19 ноября 2024 года:
| 1  | Вр  | Денеш Дибус      | 16 ноября 1990 (34 года)   | 41 | -34 | Ференцварош           |  |  |
| 12 | Вр  | Патрик Демьен    | 22 марта 1998 (27 лет)     | 0  | 0   | МТК                   |  |  |
| 22 | Вр  | Петер Саппанош   | 14 ноября 1990 (34 года)   | 1  | 0   | Аль-Фатех             |  |  |
|    |     |                  |                            |    |     |                       |  |  |
| 2  | Защ | Корнель Сюч      | 24 сентября 2001 (23 года) | 1  | 0   | Плимут Аргайл         |  |  |
| 3  | Защ | Ботонд Балог     | 6 июня 2002 (23 года)      | 7  | 0   | Парма                 |  |  |
| 4  | Защ | Мартон Дардаи    | 12 февраля 2002 (23 года)  | 11 | 0   | Герта (Берлин)        |  |  |
| 5  | Защ | Аттила Фиола     | 17 февраля 1990 (35 лет)   | 62 | 2   | Уйпешт                |  |  |
| 6  | Защ | Вилли Орбан      | 3 ноября 1992 (32 года)    | 54 | 6   | РБ Лейпциг            |  |  |
| 21 | Защ | Эндре Ботка      | 25 августа 1994 (30 лет)   | 30 | 1   | Ференцварош           |  |  |
|    |     |                  |                            |    |     |                       |  |  |
| 7  | ПЗ  | Лоик Него        | 15 января 1991 (34 года)   | 39 | 2   | Гавр                  |  |  |
| 8  | ПЗ  | Адам Надь        | 17 июня 1995 (30 лет)      | 88 | 2   | Специя                |  |  |
| 10 | ПЗ  | Доминик Собослаи | 25 октября 2000 (24 года)  | 51 | 15  | Ливерпуль             |  |  |
| 11 | ПЗ  | Даниэль Гера     | 29 августа 1995 (29 лет)   | 4  | 0   | Диошдьёр              |  |  |
| 13 | ПЗ  | Андраш Шефер     | 13 апреля 1999 (26 лет)    | 34 | 3   | Унион (Берлин)        |  |  |
| 14 | ПЗ  | Тамаш Никитшер   | 3 ноября 1999 (25 лет)     | 6  | 0   | Кечкемет              |  |  |
| 17 | ПЗ  | Михайли Ката     | 13 апреля 2002 (23 года)   | 4  | 0   | МТК                   |  |  |
| 18 | ПЗ  | Жольт Надь       | 25 мая 1993 (32 года)      | 28 | 3   | Академия Пушкаша      |  |  |
|    | ПЗ  | Бендегуз Болла   | 22 ноября 1999 (25 лет)    | 24 | 0   | Рапид (Вена)          |  |  |
|    |     |                  |                            |    |     |                       |  |  |
| 9  | Нап | Сабольч Шён      | 27 сентября 2000 (24 года) | 9  | 0   | Болтон Уондерерс      |  |  |
| 15 | Нап | Жомбор Грубер    | 7 сентября 2004 (20 лет)   | 1  | 0   | Ференцварош           |  |  |
| 16 | Нап | Левенте Сабо     | 6 июня 1999 (26 лет)       | 1  | 0   | Айнтрахт (Брауншвейг) |  |  |
| 19 | Нап | Барнабаш Варга   | 25 октября 1994 (30 лет)   | 20 | 7   | Ференцварош           |  |  |
| 20 | Нап | Роланд Шаллаи    | 22 мая 1997 (28 лет)       | 58 | 14  | Галатасарай           |  |  |
| 23 | Нап | Кевин Чобот      | 20 июня 2000 (25 лет)      | 15 | 1   | Санкт-Галлен          |  |  |

## Футбольная форма
Комплект домашней формы сборной Венгрии: красные футболки, белые трусы и зелёные гетры. Выездная форма полностью белая. Герб Венгрии традиционно изображён на левой части футболки. Цветовая гамма футбольной формы в целом никогда не менялась: изменялись только некоторые узоры на футболках.

### Домашняя
| 1902—1912 | 1912—1930 | 1930—1945 | 1945—1949 | 1949—1956 | ЧМ-1978   | ЧМ-1982   | ЧМ-1986   | 1995—1996 | 1996—1998 | 1998—2001 |
| 2001—2003 | 2003—2005 | 2005—2006 | 2006—2007 | 2007—2008 | 2008—2009 | 2009—2010 | 2010—2012 | 2012—2014 | ЧЕ-2016   | 2018—2020 |
| ЧЕ-2020   | 2022—2024 | ЧЕ-2024   |           |           |           |           |           |           |           |           |

### Гостевая
| 1902—1912 | 1912—1930 | 1930—1945 | 1945—1949 | 1949—1956 | ЧМ-1978   | ЧМ-1982   | ЧМ-1986   | 1996—1998 | 1998—2001 | 2001—2003 |
| 2003—2005 | 2005—2006 | 2006—2007 | 2007—2008 | 2008—2009 | 2009—2010 | 2010—2012 | 2012—2014 | ЧЕ-2016   | 2018—2020 | ЧЕ-2020   |
| 2022—     | ЧЕ-2024   |           |           |           |           |           |           |           |           |           |

Источники:,